# Kristína Turjanová
Kristína Vaculík Turjanová (ur. 28 sierpnia 1979 w Trenczynie) – słowacka aktorka.
Kształciła się w Konserwatorium Państwowym oraz w Wyższej Szkole Sztuk Scenicznych w Bratysławie. W teatrze występuje od szesnastego roku życia. Jest na stałe związana z Teatrem im. Andreja Bagara w Nitrze.
Znana jest m.in. z gry aktorskiej w serialach Ordinácia v ružovej záhrade i Panelák. W serialu Búrlivé víno grała główną postać po opuszczeniu serialu przez Nelę Pociskovą.
Jej mężem jest żużlowiec Martin Vaculík.

## Filmografia
- 2007: Ordinácia v ružovej záhrade (TVS)
- 2007: Polčas rozpadu
- 2008: Panelák (TVS)
- 2009: Ako som prežil (TV)
- 2009: Odsúdené (TVS)
- 2010: Nesmrteľní (TV)
- 2011: Viditeľný svet
- 2012: Dr. Dokonalý (TVS)
- 2012–2017: Búrlivé víno (TVS)
- 2018: Oteckovia (TVS) – od 2. serii